# Santuario di Santa Maria di Valverde
Il santuario di Santa Maria di Valverde si trova a 580 m s.l.m. sul monte Castelon a Marano di Valpolicella.
Già all'epoca dei romani si ha notizia di un castello che qui sorgeva e che la tradizione vuole sia stato costruito dal console Gaio Mario dopo la vittoria sui Cimbri. Il castello fu abbattuto nel 1325 dagli Scaligeri.
Sul pendio è presente anche un tempio dedicato alla dea Minerva.

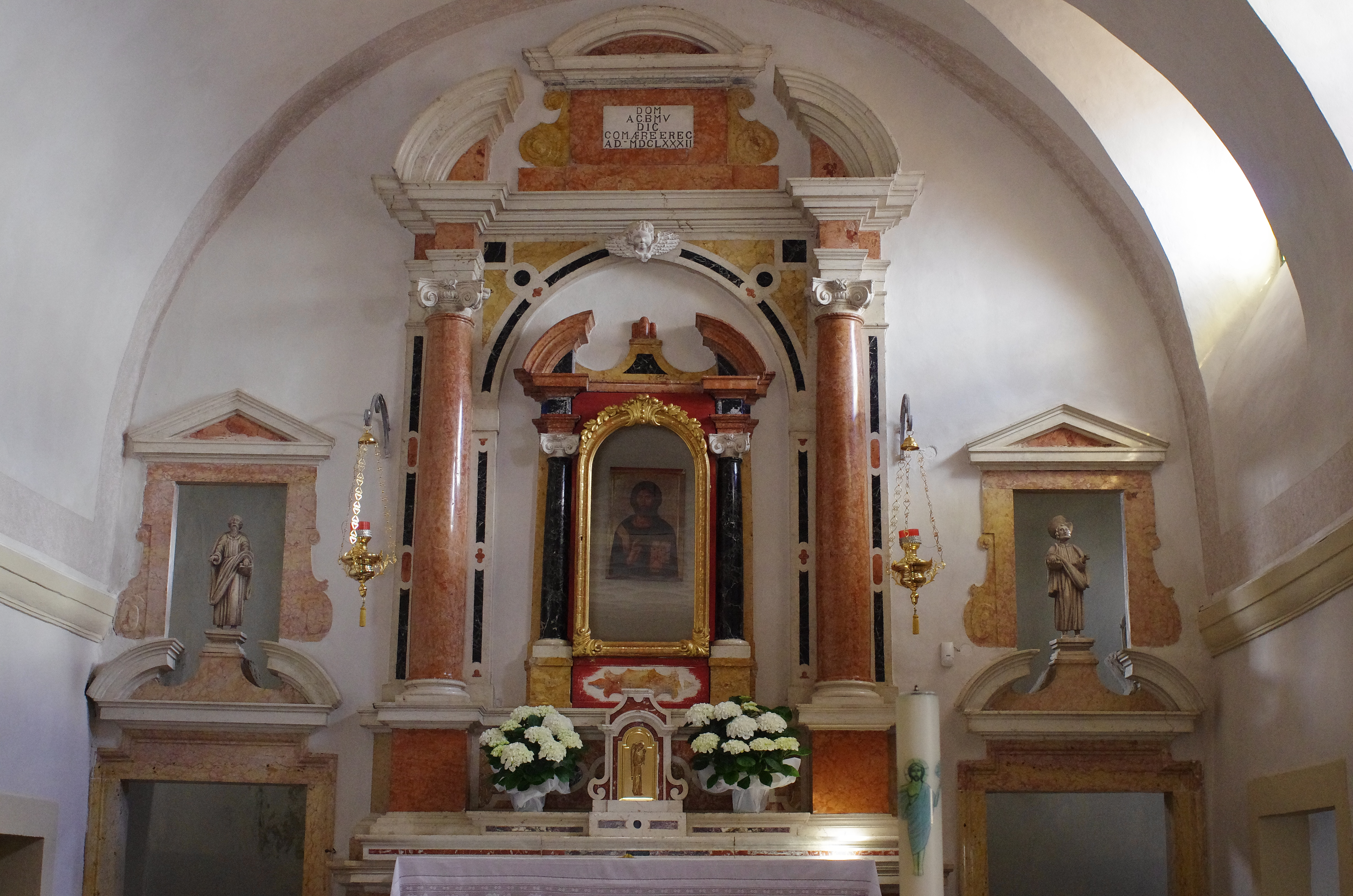
Altare maggiore

L'attuale chiesa risale al 1682 come riportato dall'iscrizione sopra l'altare maggiore e subì numerose modifiche nel tempo.
La pianta della chiesa è a tre navate e a tre absidi.
All'interno è venerata una statua lignea della Madonna con le mani giunte e il bambino adagiato sulle ginocchia, del 1516, data scritta sul retro del piedistallo "Questa Madonna ha fatto fare la compagnia de Santa Maria de Valverda de Castelo da Maran de MDXVI'").
Il campanile ospita un complesso di sei Campane alla veronese più un antico bronzo barocco.
Il santuario, posto in cima al monte e dominando le due vallate di Marano e Fumane, gode di un interessante panorama.